# Morgenwijn

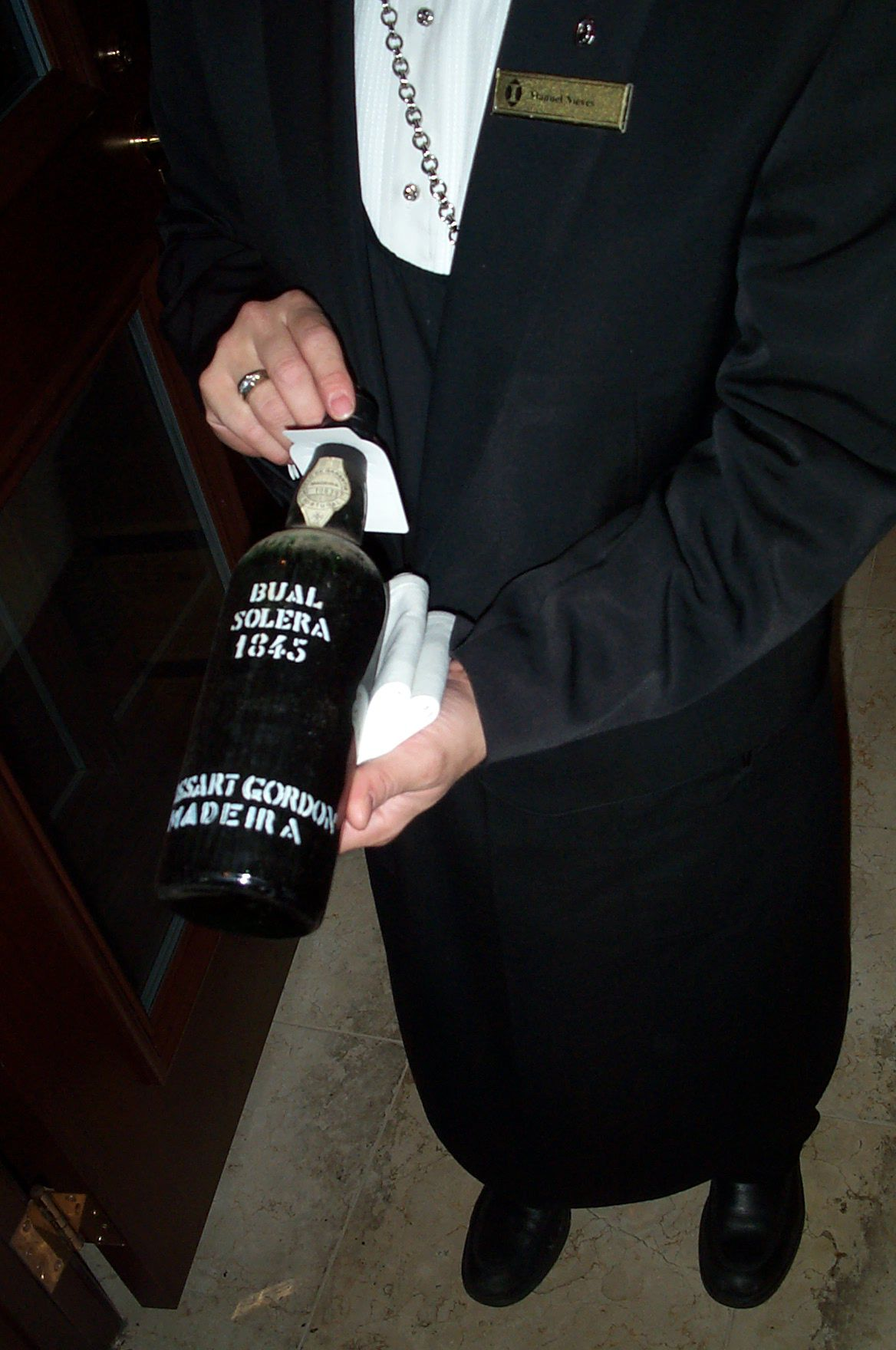
Bual Madeira, een ochtendwijn

Morgenwijn is wijn die bij uitstek 's morgens wordt gedronken. De gewoonte om in de ochtenduren wijn te drinken heeft tot in de twintigste eeuw bestaan. Als morgenwijn stonden Malaga, Madeira, Port en Bergerac te boek. De zoete wijn uit Bergerac werd met een schijfje citroen in het glas als "Bergerac met citri" geschonken. De 'Bual Madeira' heette in een wijngids uit 1957 'de klassieke morgen-drank van onze voorouders'.
Ook in Nederlands-Indië was men gewoon om in de ochtenduren wijn te schenken.
De zoete en versterkte wijnen die men lang als morgenwijnen beschouwde, werden na de Tweede Wereldoorlog vooral bij het nagerecht, dus in de avonduren, geserveerd.